# Bernhard Listemann
Bernhard Listemann, (Schlotheim, Turíngia, 28 d'agost, 1841 - Chicago (Illinois), 11 de febrer, 1917), fou un violinista, director i professor germanoamericà.
Va ser alumne de David a Leipzig, Joachim a Hannover i Vieutemps a Brussel·les. Després de servir com a Kammervirtuos de la cort a Rudol-stadt (1859–67), el 1867 es va traslladar amb el seu germà Ferdinand a Nova York, i va debutar al Steinway Hall de Nova York el novembre d'aquell mateix any i on el 1870 va esdevenir concertino de la recentment fundada Orquestra Filharmònica. Però abans el 1868 havia fet la seva primera aparició a Boston com a solista al Concert hongarès de Joachim. a la Harvard Musical Assn.
El 1874 es va establir a Boston amb el seu germà. Aquí va fundar el seu propi quartet de corda i va tocar el violí en un trio de piano amb Ernst Perabo i Adolphe Hartdegen. El 1879 va fundar el "Boston Philharmonic Club" i l'any següent la "Boston Philharmonic Orchestra", de la qual va ser director fins al 1893.
De 1893 a 1903 va ser professor de violí al "Chicago College of Music". Entre els seus alumnes hi havia el violinista concertista J. Abbie Clarke Hogan, el violinista concertista Francis MacMillen, el compositor William Edwin Haesche i l'educador musical Julius Gold. Listemann va publicar un mètode de violí (Study on Violin Playing).
El seu germà, Fritz Listemann (Schlotheim, 25 de març, 1839 - Boston, 28 de desembre de 1909), va ser violinista i compositor. També va tenir dos fills músics, Paul Listemann (n. Boston, 24 d'octubre de 1871; Chicago, 20 de setembre de 1950), violinista, i Franz Listemann (n. N.Y, 17 de desembre de 1873; d. Chicago, 11 de març de 1930).

## font
- Friedrich Frick: Petit lèxic biogràfic dels violinistes: des de l'inici del violí fins a principis del segle XX, 2009, ISBN 3837039072, pàg. 296–97